# Rolf Liebermann
Rolf Liebermann, švicarski skladatelj, * 14. september 1910, Zurich, Švica, † 2. januar 1999, Pariz, Francija.
Kompozicijo in dirigiranje je študiral v Budimpešti in na Dunaju. Bil je direktor oper v Hamburgu in Parizu. Najbolj je poznan po svojih operah; Šola za žene je bila uprizorjena leta 1958 v Mariboru.

## Opere (izbor)
- Leonora 40/45 (1952)
- Penelopa (1954)
- Šola za žene (1955)
- La Forêt (1987)